# Калуђерица (Петрово)
Калуђерица је насељено мјесто у општини Петрово, Република Српска, БиХ. У насељу се налази Манастир Озрен.

## Образовање
У насељу се налази Основна школа „Вук Караџић“.

## Историја
Насеље је формирано 21. јула 1993. године (Сл. гласник РС 12/93) од дијелова насељених мјеста Петрово, Васиљевци и Ступари.

## Становништво
| Демографија | Демографија | Демографија |
| Година      | Становника  | Становника  |
| ----------- | ----------- | ----------- |
| 2013.       | 94          |             |